# Black Heart (album)
Black Heart debitantski je album britanskog glazbenog dua Kish Mauve. Objavljen je u digitalnom formatu 30. ožujka 2009. godine u izdanju diskografske kuće YNYS Recordings. Album je sniman preko 3 godine i sadrži prethodno izdan i novi materijal.

## Popis pjesama
Tekstovi i glazba: Mima Stilwell i Jim Eliot. 
| Br. | Skladba                                             | Trajanje |
| --- | --------------------------------------------------- | -------- |
| 1.  | »Lose Control«                                      | 3:46     |
| 2.  | »Matthew«                                           | 4:02     |
| 3.  | »I Don't Care«                                      | 4:06     |
| 4.  | »In My Kitchen«                                     | 2:58     |
| 5.  | »Black Heart«                                       | 3:51     |
| 6.  | »Come On«                                           | 3:51     |
| 7.  | »Morphine«                                          | 3:16     |
| 8.  | »You Make Me Feel« (Stilwell, Eliot, Kylie Minogue) | 5:06     |
| 9.  | »Modern Love« (Albumska inačica)                    | 3:37     |
| 10. | »Fahrenheit«                                        | 3:46     |
| 11. | »I'm in Love With Your Rock and Roll«               | 3:47     |